# A Resistance
Pour plus de détails, voir Fiche technique et Distribution.
A Resistance (hangeul : 항거: 유관순 이야기 ; RR : Hanggeo: Yu-gwan-sun Yiyagi ; litt. « Résistance : l'histoire de Yu Gwan-sun ») est un film sud-coréen réalisé par Joe Min-ho, sorti en 2019 en Corée du Sud. Il s’agit d’un fait réel sur la militante indépendantiste Yu Gwan-sun, morte à dix-sept ans.

## Synopsis
Durant la domination japonaise de la Corée, Yu Gwan-sun (Go Ah-seong) est en prison de Seodaemun pour avoir participé à l'organisation du mouvement du 1er mars 1919, une manifestation pacifique pour l’indépendance de la Corée. Inébranlable, elle convainc ses codétenus de résister au Japon. Le chef de la sécurité japonaise repère ce mouvement de résistance et incite une détenue à enquêter pour savoir qui se cache derrière. Yu Gwan-sun est découverte et torturée. Elle fait ensuite semblant d'obéir aux Japonais tout en planifiant secrètement l'organisation d'une autre manifestation pour l'indépendance. Ce mouvement se propage à l'extérieur de la prison et Yu est à nouveau soumise à la torture. Finalement libérée, elle meurt deux jours plus tard à l'âge de dix-sept ans.

## Fiche technique
Sauf indication contraire ou complémentaire, les informations mentionnées dans cette section peuvent être confirmées par la base de données KMDb
- Titre original : 항거: 유관순 이야기
- Titre international : A Resistance
- Réalisation et scénario : Joe Min-ho
- Musique : Jang Yeong-gyu
- Décors : Hwang In-jun
- Costumes : Jo Sang-gyeong
- Photographie : Choi Sang-ho
- Son : Lee Seung-chul
- Montage : Kim Seon-min et Hwang Eun-ju
- Production : Park Hyeon-tae, Shin Hye-yeun et Joe Min-ho
- Sociétés de production : DCG Plus ; Zorba Films (coproduction)
- Société de distribution : Lotte Cultureworks
- Pays de production :  Corée du Sud
- Langue originale : coréen
- Format : noir et blanc
- Genre : biographie, drame, historique
- Durée : 105 minutes
- Date de sortie :
  - Corée du Sud : 27 février 2019

## Distribution
Sauf indication contraire ou complémentaire, les informations mentionnées dans cette section peuvent être confirmées par la base de données Hancinema
- Go Ah-seong : Yu Gwan-sun
- Kim Sae-byeok (en) : Kim Hyang-hwa
- Kim Ye-eun : Kwon Ae-ra
- Jeong Ha-dam (en) : Lee Ok-i
- Ryoo Kyung-soo : Nishida, Jeong Choon-yeong
- Kim Nam-jin : la mère de Man-seok
- Kim Ji-seong : Im Myeong-ae
- Lee Seong-won : le chef de la sécurité
- Sim Tae-yeong : Yoo Woo-seok
- Choi Il-soon  : Jo Sang-pil
- Choi Mu-seong (en)

## Production
Le tournage a lieu le 29 octobre 2018, et s’achève le 30 novembre

## Accueil
Le film totalise plus d'un million d'entrées au box-office sud-coréen de 2019. Un autre film sur le même sujet de la résistance coréenne face au Japon, Mal-Mo-E: The Secret Mission, était sorti plus tôt dans l'année.

## Distinction
Nomination
- Baeksang Arts Awards 2019 : meilleure actrice pour Go Ah-sung[2]